# 大切爾尼希夫卡 (日托米爾州)
大切爾尼希夫卡（烏克蘭語：Велика Чернігівка）是烏克蘭北部日托米爾州科羅斯堅區奥夫鲁奇市镇的村落。面積1.65平方公里，海拔高度139米，2001年該村落人口461。